# Басанець Лука Герасимович
Басанець Лука Герасимович( 1 жовтня 1898, Чернігівська губернія або Кукшин- 30 липня 1962, Одеса) — радянський воєначальник, гвардії генерал-майор
(05.05.1945).

### Біографія
Лука Басанець народився 1 жовтня 1898 року в селянській сім'ї в селі Кукшин Мринської волості Ніжинського повіту Чернігівської губернії, нині село — адміністративний центр Кукшинської сільської ради Ніжинського району Чернігівської області України. Українець.
У 1912 році закінчив земську сільську школу.

#### Воєнна служба

##### Перша світова війна та революція
У лютому 1917 року був мобілізований на військову службу в Російську імператорську армію і направлений до 139-го запасного піхотного полку в місто Шадрінськ Пермської губернії. У липні з маршової ротою відбув на фронт. Дорогою захворів і лікувався у шпиталі у Києві. У період Жовтневої революції з робітниками Київського заводу «Арсенал» брав участь у роззброєнні юнкерів, потім у Січневому повстанні 1918 року проти Центральної Ради.

##### Громадянська та радянсько-польська війна
У першій половині 1918 проживав на території, окупованій німецькими військами. З липня перебував у Ніжинському партизанському загоні, у складі якого командиром групи брав участь у збройному повстанні. Після розгрому повсталих загін був розпущений, а Басанець убув до Росії, де у серпні вступив до 4-го Ніжинського полку 1-ї Української повстанської дивізії. Брав участь із ним у боях у районах Бахмач, Ніжин, Київ, Коростень. З листопада 1919 року Басанець зарахований курсантом дивізійної школи. У 1919 році, будучи курсантом школи середніх командирів 1-ї Української повстанської дивізії вступив до Комуністичної партії (це може бути КП(б) України або РКП(б)). У січні 1920 року був відряджений на перші Московські піхотні курси. У липні 1920 року закінчив їх і призначений до 211-го стрілецького полку 71-ї бригади 24-ї Симбірської залізної стрілецької дивізії. Командиром взводу та роти цього полку брав участь у боях із білополяками на Західному фронті, у боротьбі з бандитизмом на Україні.

##### Міжвоєні роки
З серпня 1921 року по серпень 1923 року проходив навчання у Київській вищій об'єднаній військовій школі, потім повернувся до дивізії та служив командиром взводу, помічником командира та командиром роти, врид командира батальйону у складі 71-го стрілецького полку. З грудня 1928 по вересень 1929 перебував на навчанні на курсах "Постріл". Після закінчення навчання повернувся до дивізії та проходив службу у 72-му стрілецькому полку командиром батальйону та відповідальним секретарем партбюро. 4 березня 1932 року призначений начальником 1-го відділу Управління начальника робіт № 54 (УНР-54), а за місяць відряджений на навчання до Військової академії РККА ім. М. В. Фрунзе. Після закінчення з травня 1936 року перебував у розпорядженні Розвідувального управління Червоної армії. З червня 1937 по квітень 1938 перебував в урядовому відрядженні в Іспанії на посаді радника при командирі дивізії, потім корпусу. Постановою ЦВК від 2 листопада 1937 року Басанець був нагороджений орденом Червоного Прапора. У квітні 1938 року призначений командиром 51-ї Перекопської стрілецької дивізії у місті Тирасполі. У травні 1939 року полковник Басанець прийняв командування 140-ю стрілецькою дивізією Київського Особливого військового округу, що формувалося у місті Бердичеві. Брав участь з нею у походах Робітничо-селянської Червоної Армії до Західної України та Бессарабії.

##### Велика відчизняна війна
З початком війни 140-ва стрілецька дивізія входила до складу 6-ї армії Південно-Західного фронту і брала участь у прикордонній битві на північний захід від міста Львів. 24 червня 1941 року вона вступила в бій у районі міста Дубно і на третій день разом із 36-м стрілецьким корпусом була оточена. 7 липня штаб дивізії на чолі з комдивом полковником Басанцем був відторгнутий від полків і розгромлений. Частина командирів загинула, дехто був захоплений у полон. Протягом 20 діб частини 140 дивізії вели важкі бої в оточенні. У ході їх вони «цілком знищили» 53-й німецький піхотний полк. При спробі переходу лінії фронту Басанець був затриманий загороджувальним загоном німців і 1 листопада ув'язнений у Конотопському таборі військовополонених. Через 15 діб біг, але дорогою захворів на запалення легенів і протягом двох місяців лікувався на околиці Конотопа у місцевих жителів, потім з невеликою групою своїх підлеглих вийшов до партизан, воював разом з ними [2]. У січні 1943 року вийшов один у смугу радянських військ у районі станції Касторне Курської області, з'явився до Особливого відділу 167-ї стрілецької дивізії та був направлений до спецтабору НКВС № 178 до міста Рязань, де проходив перевірку до 10 квітня 1943 року, потім був зарахований у розпорядження ДУК НКО. 5 травня 1943 полковник Басанець був призначений заступником командира 380-ї стрілецької дивізії. У складі 3-ї армії Брянського фронту брав участь із нею в Курській битві, Орловській наступальній операції. 28 липня переведений на ту ж посаду до 235-ї стрілецької дивізії. З 28 серпня до 24 жовтня тимчасово командував цією дивізією. До 22 вересня вона перебувала на доукомплектуванні в районі місті Щекіне Тульської області, потім убула на Калінінський фронт у район ст. Хрести Вітебської області, де увійшла до 83-го стрілецького корпусу 4-ї ударної армії. 6 жовтня дивізія прорвала оборону противника в 75 км на північний схід від Вітебська і розвивала наступ у південно-західному напрямку. У його ході було звільнено 27 населених пунктів. 17 жовтня її частини перейшли до оборони. 24 жовтня 1943 полковник Басанець був відсторонений від командування і призначений потім заступником командира 158-ї стрілецької Ліозненської дивізії 39-ї армії, що знаходилася в обороні на підступах до Вітебська. З 25 травня 1944 року переведений заступником командира 84-го стрілецького корпусу 39-ї армії 3-го Білоруського фронту. Брав участь з ним у Білоруській, Вітебсько-Оршанській та Каунаській наступальних операціях. У вересні — жовтні 1944 року перебував у шпиталі з поранення. 22 жовтня 1944 був призначений командиром 192-ї стрілецької Оршанської Червонопрапорної дивізії і до кінця війни воював з нею в 39-й армії на 3-му Білоруському фронті, з лютого 1945 - в Земландській групі військ. Брав участь у Гумбінненській, Східно-Прусській, Інстербурзько-Кенігсберзькій, Кенігсберзькій і Земландській наступальних операціях. У нагородних документах 1943—1944 років зазначений як безпартійний, а «Нагородному листі» від 23 січня 1945 року зазначено, що він член ВКП(б) з 1944 року. 5 травня 1945 року йому було надано військове звання генерал-майор.

##### Радянсько-японська війна
Наприкінці травня 1945 року 192-а стрілецька дивізія вибула до Монголії у місто Чойбалсан, де увійшла до складу Забайкальського фронту. У ході Хінгано-Мукденської наступальної операції з 8 серпня вона перейшла в наступ, подолала Великий Хінган і до 18 серпня зосередилася в районі міста Ванем'яо, де до кінця вересня перебувала у резерві фронту. Наказом ВГК від 20 вересня 1945 року за відмінність у боях проти японських військ під час прориву Маньчжуро-Чжалайнорського і Халун-Аршанського укріплених районів, форсуванні гірського хребта Великий Хинган їй присвоєно найменування "Хіганська". За час двох війн комдив Басанець був тричі персонально згаданий у подяких у наказах Верховного Головнокомандувача.

##### Післявоєний час
У листопаді 1945 дивізія була розформована, а генерал-майор Басанець зарахований в розпорядження Військової ради Заб.-АмурВО. У березні 1946 року призначений командиром 39-ї стрілецької Тихоокеанської Червонопрапорної дивізії. З травня 1949 року до травня 1950 року проходив підготовку на ВАК при Вищій військовій академії ім. Ворошилова, потім був призначений заступником командира 24-го гвардійського стрілецького корпусу Одеського військового округу. 19 січня 1956 року гвардії генерал-майора Басанця звільнено в запа. Жив у місті Одесі. Лука Герасимович Басанець помер 30 липня 1962 року у місті Одесі Одеської області Української РСР, нині Україна. Похований на 2-му Християнському цвинтарі міста Одеси.

### Нагороди
- Орден Леніна, 30 квітня 1945
- Орден Червоного Прапора, п'ять разів: 2 листопада 1937 року, 12 серпня 1943 року, 2 липня 1944 року 21 лютого 1945 року, 6 листопада 1947 року
- Орден Кутузова II ступеня, 2 січня 1945
- Ювілейна медаль «XX років Робітничо-Селянської Червоної Армії», 1938
- Медаль «За перемогу над Німеччиною у Великій Вітчизняній війні 1941—1945 рр.», 1945 рік
- Медаль "За перемогу над Японією", 1945 рік
- Медаль "За взяття Кенігсберга", 1945 рік

#### Накази (подяки) Верховного Головнокомандувача у яких відзначено Л. Г. Басанець
- За прорив довготривалої, глибоко ешелонованої оборони німців, що прикривала кордони Східної Пруссії, вторгнення в межі Східної Пруссії та оволодіння потужними опорними пунктами оборони противника - Ширвіндт, Наумієстіс (Владиславов), Віллюнен, Вірбаліс (Вержболово), Кібар Міллюнен, Вальтеркемен, Пілюпенен, Віштинець, Мелькемен, Ромінтен, Гросс Ромінтен, Віжайни, Шітткемен, Пшеросьль, Гольдап, Філіпув, Сувалки. 23 жовтня 1944 року. №203.
- За оволодіння штурмом містами Східної Пруссії Тільзит, Гросс-Скайсгіррен, Ауловенен, Жіллен і Каукемен — важливими вузлами комунікацій та сильними опорними пунктами оборони німців на кенігсберзькому напрямку. 20 січня 1945 року. №235.
- За прорив Халун-Аршанського укріпленого району, форсування гірського хребта Великий Хінган, подолання безводних степів Монголії, опанування міст Чанчунь, Мукден, Порт-Артур. №372 від 23 серпня 1945 року.

#### Інших держав
медаль «За визволення Кореї» (Корейська Народно-Демократична Республіка)